# Cephalops amembranosus
Cephalops amembranosus är en tvåvingeart som beskrevs av José Albertino Rafael 1991. Cephalops amembranosus ingår i släktet Cephalops och familjen ögonflugor. Inga underarter finns listade i Catalogue of Life.